# ایان موریس
ایان موریس (انگلیسی: Iain Morris؛ زادهٔ ۶ اوت ۱۹۷۳) نویسنده اهل بریتانیا است.
از فیلم‌هایی که وی در آن‌ها نقش داشته‌است، می‌توان به هدف بعدی پیروزی است اشاره نمود. او بیشتر به خاطر ایجاد The Inbetweeners به همراه شریک نویسندگی خود دیمون بیزلی و اجرای مشترک یک برنامه در ایستگاه رادیویی XFM لندن با کمدین استندآپ جیمی کار شناخته می شود. موریس در مدرسه همپتون تحصیل کرد و در دانشگاه بریستول الهیات خواند.